# Albert Arthur Amiryan
Albert Arthur Amiryan (født 30. oktober 1994 i Slagelse) er en dansk skuespiller og musisk kunstner, der blandt andet har spillet terrorristen Omar i Krudttønden fra 2020 og bandelederen Saddam i Hele vejen fra 2025. Han medvirker desuden i tv-serien Generationer på DR1 fra april 2025.

## Levnedsløb
Albert Arthur Amiryan er født 30. oktober 1994 i Slagelse som søn af to forældre, der stammede fra Armenien. Han er vokset op på Amager og Østerbro og uddannet som tømrer. En ven tog ham med på Edison Teatrets prøvescene Contact:, hvor instruktøren var imponeret over hans talent og kontaktede en caster. Amiryan blev så castet til en rolle og en film, han ikke fik at vide, hvad var, før han efterfølgende blev spurgt, om han ville spille rollen som terroristen Omar Abdel Hamid El-Hussein i filmen Krudttønden. Det blev så hans filmdebut.
I 2025 spillede han bandelederen Saddam i Jahfar Muataz' film Hele vejen, hvor Filmmagasinet Ekko fremhævede hans skuespil og "olmt skulende, minotaur-agtige fremtoning".

## Roller

### TV
- Forhøret (2019-2023) - Jimmy
- Generationer (2025)

### Film
- Krudttønden (2020) - Omar
- Hele vejen (2025) - Saddam